# Liolia Boguzokova
Liolia Magometovna Boguzokova (en adigués: Лолэ Мухьэмэд ыпхъу Бэгъужъэкъу, en ruso: Лёля Магометовна Богузокова; 15 de febrero de 1922 - 24 de septiembre de 1951) fue una artillera y operadora de radio en un Ilyushin Il-2 de la Fuerza Aérea Soviética durante la Segunda Guerra Mundial que completó cincuenta y nueve misiones de combate y recibió elogios de Iósif Stalin. También fue la primera mujer aviadora de origen adigués.

## Biografía
Liolia Boguzokova nació el 15 de febrero de 1922 en el pueblo (aúl) de Lakshukai (situado en la actual República de Adigueya en Rusia) fue criada por su tía y su tío después de que su padre fuera reprimido en la década de 1930 mientras su madre trabajaba en Krasnodar. Después de terminar la escuela secundaria con excelentes notas se mudó a la ciudad de Maikop donde estudió en el club de vuelo de la asociación paramilitar Osoaviahim (Unión de Sociedades de Asistencia para la Defensa, la Aviación y la Construcción Química de la URSS) ya que era miembro del Komsomol, al mismo tiempo estudiaba en el Instituto Pedagógico Adigueya. Se había inspirado para convertirse en piloto al leer en los periódicos sobre la hazaña de las mujeres piloto Valentina Grizodúbova, Polina Osipenko y Marina Raskova. Después de completar la escuela pedagógica, comenzó a trabajar como maestra en la RASS de Chechenia e Ingusetia, y en mayo de 1942 fue nombrada directora de la escuela Novo-Ataginskay, pero fue evacuada de la zona en agosto de ese mismo año debido al avance de las tropas nazis.

### Segunda Guerra Mundial

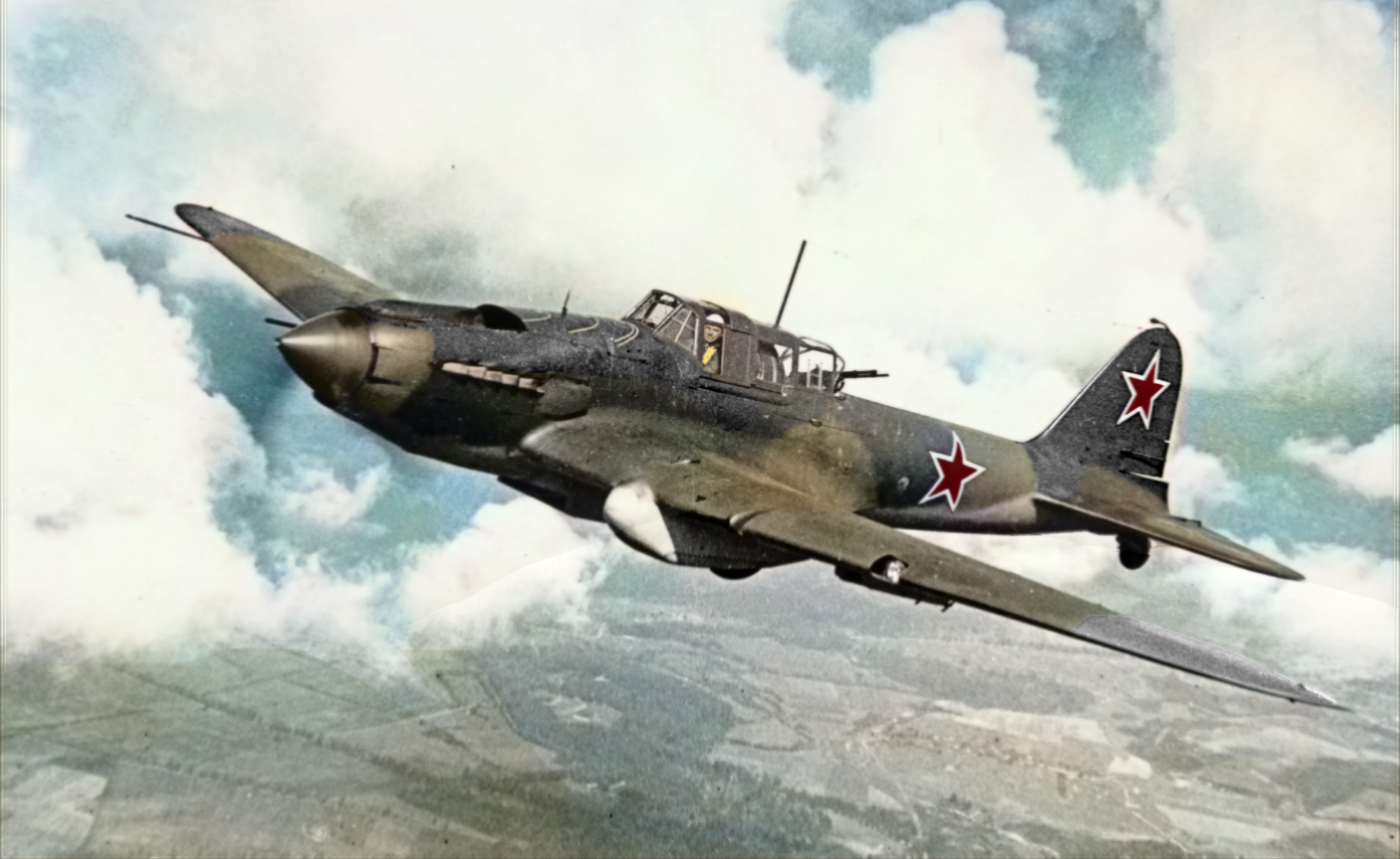
Avión de ataque a tierra Ilyushin Il-2 «Shturmovik» similar al que utilizó Liolia Boguzokova durante su servicio militar

Después de ser evacuada del frente de guerra, envió una solicitud para que se le permitiera unirse a la fuerza aérea. Su solicitud fue aceptada en 1943, y en noviembre fue asignada para volar como operadora de radio y artillera en el 765.º Regimiento de Aviación de Asalto. Voló en su primera salida de ataque a tierra en el Frente del Cáucaso Norte. En medio de la guerra se casó con el piloto Piotr Likarenko, y después de la ceremonia de boda pintaron «De Moscú a Berlín» en el costado de uno de los aviones del regimiento. Se conocieron cuando Piotr completó el entrenamiento de piloto y se le informó, para su incredulidad, que ella sería su operadora de radio y artillera. Liolia pasó a volar en misiones de ataque a tierra con su esposo, incluso cuando estaba embarazada de su hijo Igor durante la Batalla de Berlín. Durante la guerra completó 59 misiones de combate, participó en cinco combates aéreos y derribó dos aviones enemigos en el proceso.

### Posguerra
Después de la guerra, volvió al campo de la educación y, después de continuar sus estudios en un instituto pedagógico, se convirtió en profesora de lengua y literatura rusas en Moscú. El 24 de septiembre de 1951 murió de leucemia y fue enterrada en el Aúl de Jatukai, la ciudad natal de su madre. Su hijo Igor (1945-2008) siguió sus pasos y también hizo carrera en la aviación militar, alcanzando el grado de coronel.

## Condecoraciones
A lo largo de su servicio militar Liolia Boguzokova recibió las siguientes condecoracionesː
- Orden de la Guerra Patria de 2.do grado (10 de mayo de 1945)
- Orden de la Estrella Roja (12 de abril de 1945)
- Medalla al Valor (11 de diciembre de 1943)
- Medalla por la Defensa del Cáucaso (1944)
- Medalla por la Liberación de Varsovia (1945)
- Medalla por la Victoria sobre Alemania en la Gran Guerra Patria 1941-1945 (1945)